# Végétarisme taoïste
Le végétarisme taoïste est une pratique alimentaire qui, au-delà du simple végétarisme excluant la consommation de chair animale, a une histoire et des bases philosophiques précises, spécifiques au taoïsme.

## Les sources du végétarisme taoïste
Dans le but d'atteindre la divine immortalité, l'adepte taoïste doit suivre le Tao (« Voie »), le grand principe universel synthèse de l'opposition complémentaire du yin et du yang ; son alimentation et son rapport aux autres (humains, animaux, végétaux) est guidé par le « non-agir » (ne pas intervenir dans le cours naturel des choses) qui induit la douceur (ne point s'opposer aux forces de la nature), la modestie et le contentement : la pratique du végétarisme en découle, car il induit la paix et l'harmonie de l'adepte taoïste envers les autres créatures et son environnement.
Dans le Zhuangzi (entre la fin du IVe et le IIIe siècle avant notre ère), les rites de sacrifices sanglants sont critiqués. L'interdiction de faire des sacrifices de nourriture, et par conséquent de consommer des nourritures pouvant servir aux sacrifices, est un des fondements du taoïsme religieux. Cette interdiction est nommée dans le « Codex de la [doctrine] Une et Orthodoxe » (正一法文, zhēngyī fǎwén), le canon de l'ecclésia taoïste. Elle est justifiée par une volonté de rompre avec les sacrifices sanglants des anciennes religions et rites chamaniques.
Ce végétarisme est une des facettes de l'éthique taoïste :

« 1. Ne commettez pas d'actions nuisibles et cachées qui font tort aux autres vies dans le but d'en profiter vous-même ; pratiquez les bonnes actions anonymement, sans demander quoi que ce soit en retour ; secourez de façon la plus large possible tous les êtres. 2. Il ne faut point tuer des êtres vivants ni les enfermer pour vous nourrir de leur chair. Pratiquez la bonté et la miséricorde, même envers les insectes et les vermisseaux. »

— Les dix règles des novices qui embrassent la discipline taoïste (VIe siècle ap. J.-C.) 

« 4. Ne portez pas atteinte à la vie d'un être vivant, quel qu'il soit. (...) 18. N'abattez pas d'arbres sans raison. 19. Ne cueillez pas sans raison des herbes ou des fleurs. (...) 95. Ne détruisez pas les insectes en hibernation. (...) 97. Ne montez pas dans les arbres pour chercher les œufs dans les nids des oiseaux. (...) 100. Ne polluez pas les sources et les puits. »

— Les 180 interdits pour les maîtres (règles pour le clergé séculier taoïste, du IIIe siècle ap. J.C.)
Un passage du chapitre 71 du Tao Tö King peut être interprété ainsi :

« Connaître le Non-savoir est élévation. Ignorer cette Connaissance est une maladie. Cependant, souffrir de cette maladie, c'est par là même n'être plus malade. Le Saint-Homme n'a pas cette maladie [tuer/manger des animaux], car il en souffre. Cela étant, il n'est plus malade [il est végétarien]. »